# Neo Geo Pocket Color
Neo Geo Pocket Color – przenośna konsola gier wideo firmy SNK, jest następczynią Neo Geo Pocket, dostępna od marca 1999 roku w Japonii, sierpnia 1999 roku w USA i końca września 1999 roku w Europie Zachodnie oraz Polsce, gdzie dystrybutorem był Lanser. Konsola była dostępna w sześciu kolorach: Camouflage Blue, Carbon Black, Crystal White, Platinum Blue, Platinum Silver i Stone Blue. Została wycofana ze sklepów w Europie w 2000 roku ze względu na niskie wyniki sprzedaży – na rynkach azjatyckich utrzymała się do 2001 roku. Była kompatybilna z grami dostępnymi na Neo Geo Pocket oraz niektórymi z konsoli Dreamcast.

## Dane techniczne
- CPU: 6,144 MHz Toshiba TLCS900H oraz 3,072 MHz Z80
- ekran: rozdzielczość 160x152, 146 kolorów jednocześnie na ekranie, z palety 4096
- nośniki: 4 MB kartridże
- zasilanie: 2 x baterie AA, pozwalały na mniej więcej 40 godzin gry